# SV 엘페르스베르크
SV 07 엘페르스베르크(SV 07 Elversberg)는 1907년에 창단된 독일 자를란트주 슈피젠엘페르스베르크을 연고로 하는 축구 클럽이다.

## 수상
| - 3. 리가 - 우승: 2022-23 - 레기오날리가 쥐트베스트 - 우승: 2016-17, 2021-22 - 준우승: 2012-13, 2015-16 - 오버리가 쥐트베스트 - 우승: 1995-96, 1997-98 - 페르반츨리가 자를란트 - 우승: 1979-80, 1993-94, 2007-08 (2군팀) | - 자를란트포칼 - 은승: 2008-09, 2009-10, 2014-15, 2017–18, 2019–20, 2020–21, 2021–22, 2022–23 - 준우승: 1979, 1982, 2004, 2013–14, 2015–16, 2018-19 |

## 최근 성적

2015년–2021년까지 사용하던 로고

최근 시즌별 리그 성적:
| 시즌      | 리그                           | 단계 | 순위   |
| 1999–2000 | 레기오날리가 베스트/쥐트베스트 | 3    | 12위   |
| 2000–01   | 레기오날리가 쥐트              | 3    | 14위   |
| 2001–02   | 레기오날리가 쥐트              | 3    | 11위   |
| 2002–03   | 레기오날리가 쥐트              | 3    | 14위   |
| 2003–04   | 레기오날리가 쥐트              | 3    | 12위   |
| 2004–05   | 레기오날리가 쥐트              | 3    | 10위   |
| 2005–06   | 레기오날리가 쥐트              | 3    | 9위    |
| 2006–07   | 레기오날리가 쥐트              | 3    | 9위    |
| 2007–08   | 레기오날리가 쥐트              | 3    | 15위   |
| 2008–09   | 레기오날리가 베스트            | 4    | 11위   |
| 2009–10   | 레기오날리가 베스트            | 4    | 7위    |
| 2010–11   | 레기오날리가 베스트            | 4    | 12위   |
| 2011–12   | 레기오날리가 베스트            | 4    | 13위   |
| 2012–13   | 레기오날리가 쥐트베스트        | 4    | 2위 ↑  |
| 2013–14   | 3. 리가                        | 3    | 18위 ↓ |
| 2014–15   | 레기오날리가 쥐트베스트        | 4    | 3위    |
| 2015–16   | 레기오날리가 쥐트베스트        | 4    | 2위    |
| 2016–17   | 레기오날리가 쥐트베스트        | 4    | 1위    |
| 2017–18   | 레기오날리가 쥐트베스트        | 4    | 5위    |
| 2018–19   | 레기오날리가 쥐트베스트        | 4    | 4위    |
| 2019–20   | 레기오날리가 쥐트베스트        | 4    | 3위    |
| 2020–21   | 레기오날리가 쥐트베스트        | 4    | 2위    |
| 2021–22   | 레기오날리가 쥐트베스트        | 4    | 1위 ↑  |
| 2022–23   | 3. 리가                        | 3    | 1위 ↑  |
| 2023–24   | 2. 분데스리가                  | 2    |        |

| 시즌    | 리그                        | 단계 | 순위   |
| 2003–04 | 크라이슬리가 A 회헤르베르크 | 8    | 1위 ↑  |
| 2004–05 | 베치르크슬리가 오스트       | 7    | 2위    |
| 2005–06 | 베치르크슬리가 오스트       | 7    | 1위 ↑  |
| 2006–07 | 란데스리가 노르도스트       | 6    | 1위 ↑  |
| 2007–08 | 베르반드리가 자를란트       | 5    | 1위 ↑  |
| 2008–09 | 오버리가 쥐트베스트         | 5    | 16위   |
| 2009–10 | 오버리가 쥐트베스트         | 5    | 10위   |
| 2010–11 | 오버리가 쥐트베스트         | 5    | 9위    |
| 2011–12 | 오버리가 쥐트베스트         | 5    | 12위   |
| 2012–13 | 오버리가 라인란트팔츠/자르  | 5    | 15위   |
| 2013–14 | 오버리가 라인란트팔츠/자르  | 5    | 5위    |
| 2014–15 | 오버리가 라인란트팔츠/자르  | 5    | 9위    |
| 2015–16 | 오버리가 라인란트팔츠/자르  | 5    | 16위 ↓ |
| 2016–17 | 자를란트리가                | 6    | 10위   |
| 2017-18 | 자를란트리가                | 6    | 11위   |
| 2018-19 | 자를란트리가                | 6    | 1위 ↑  |
| 2019-20 | 오버리가 라인란트팔츠/자르  | 5    | 3위    |
| 2020-21 | 오버리가 라인란트팔츠/자르  | 5    | 6위    |
| 2021-22 | 오버리가 라인란트팔츠/자르  | 5    | 9위    |
| 2022-23 | 오버리가 라인란트팔츠/자르  | 5    | 11위 ↓ |
| 2023–24 | 자를란트리가                | 6    |        |

- 1994년에 레기오날리가, 2008년에 3. 리가가 각각 2. 분데스리가의 하위 리그인 3부 리그로 도입됨에 따라 모든 리그가 한 단계씩 떨어졌다.

범례
| ↑ 승격 | ↓ 강등 |

## 선수 명단

### 현역
참고: FIFA 자격 규정에 따라 소속된 국가대표팀 국기를 표시합니다. 선수는 복수의 FIFA 비회원국 국적을 가지고 있을 수 있습니다.
| 번호 | 포지션 | 국적 | 이름            |
| ---- | ------ | ---- | --------------- |
| 5    | DF     |      | 프레데리크 예켈 |

| 번호 | 포지션 | 국적 | 이름 |
| ---- | ------ | ---- | ---- |

## 역대 감독
| 감독            | 임기   |
| --------------- | ------ |
| 호르스트 슈테펜 | 2018 ~ |